# Chaetostigmoptera angulicornis
Chaetostigmoptera angulicornis är en tvåvingeart som först beskrevs av Charles Howard Curran 1930.  Chaetostigmoptera angulicornis ingår i släktet Chaetostigmoptera och familjen parasitflugor. Inga underarter finns listade i Catalogue of Life.